# Valerij Stoljarov
Valerij Viktorovič Stoljarov (in russo Валерий Викторович Столяров?; traslitterazione anglosassone Valery Viktorovich Stolyarov; Gruzino, 18 gennaio 1971) è un ex combinatista nordico russo.
Agli inizi della carriera, prima della dissoluzione dell'Unione Sovietica (1991), gareggiò per la nazionale sovietica; ai XVI Giochi olimpici invernali di Albertville 1992 ha fatto parte della squadra unificata. Nelle liste FIS è registrato come Walerij Stoljarov.

## Biografia
In Coppa del Mondo esordì il 5 gennaio 1997 a Schonach (6°, risultato che sarebbe riuscito a ripetere altre due volte in carriera, ma non a migliorare).
In carriera prese parte a tre edizioni dei Giochi olimpici invernali, Albertville 1992 (33° nell'individuale, 11° nella gara a squadre), Lillehammer 1994 (43° nell'individuale, 12° nella gara a squadre) e Nagano 1998 (3° nell'individuale, 9° nella gara a squadre), e a tre dei Campionati mondiali, vincendo una medaglia.

## Palmarès

### Olimpiadi
- 1 medaglia:
  - 1 bronzo (individuale a Nagano 1998)

### Mondiali
- 1 medaglia:
  - 1 bronzo (gara a squadre a Ramsau am Dachstein 1999)

### Mondiali juniores
- 1 medaglia:
  - 1 bronzo (gara a squadre a Reit im Winkl 1991)

### Coppa del Mondo
- Miglior piazzamento in classifica generale: 9º nel 1997